# Сидоров, Николай Павлович (хозяйственный деятель)
Николай Павлович Сидоров (1902—1970) — советский государственный и хозяйственный деятель .

## Биография
Родился в 1902 году в г. Костроме в семье рабочего-маляра. Окончил вечернюю промышленно-экономическую школу. 
Первые шаги на кооперативном поприще  сделал в центральном рабочем кооперативе Костромы. Учился в торговой школе, окончил высшие кооперативные курсы Центросоюза, служил в армии, заведовал организационным отделом Костромского окружного союза потребительских обществ.
Был принят в Центросоюз СССР и РСФСР, где перед войной работал  заместителем председателя правления, а с февраля 1941 г. — председателем правления. 
За успешное выполнение заданий Правительства и обеспечение продовольствием Красной Армии и Военно-Морского Флота Указом Президиума Верховного Совета СССР в 1944 году работники Центросоюза были награждены орденами и медалями .
Председателем оставался вплоть до 31 декабря 1945 г. В дальнейшем занимал в Центросоюзе выборные должности первого заместителя председателя правления и председателя ревизионной комиссии.
Скончался 17 сентября 1970 года.

## Награды
- Орден Ленина
- Орден Трудового Красного Знамени
- Медаль «За доблестный труд в Великой Отечественной войне 1941—1945 гг.»